# Apterameles rammei
Apterameles rammei är en bönsyrseart som beskrevs av Max Beier 1950. Apterameles rammei ingår i släktet Apterameles och familjen Mantidae. Inga underarter finns listade i Catalogue of Life.